# Cucullia malagassa
Cucullia malagassa là một loài bướm đêm trong họ Noctuidae.